# Lloyd Alexander
Lloyd Chudley Alexander (30. januar 1924 – 17. maj 2007) var en amerikansk forfatter, der især var kendt for sine fantasy-romaner for børn og unge. Han skrev over fyrre bøger, og det blev også til en række bøger for voksne.
Lloyd Alexander stammede fra et ikke-bogligt hjem, men havde allerede som stor dreng en plan om at blive forfatter, hvilket hans forældre ikke støttede. Han kom i hæren under anden verdenskrig og kom til at virke i efterretningstjenesten. I den forbindelse var han i Europa, ikke mindst i en længere periode i Wales, der senere blev en inspiration i hans forfatterskab.
Hans første bog udkom i midten af 1950'erne, og hans mest kendte bøger, serien om Taran i Kampen om landet Prydain, udkom i 1960'erne i USA. Det var dog først i starten af 1980'erne, at hans bøger begyndte at blive oversat til dansk, hvor interessen for fantasy-genren blandt børn var stigende.
De to første bind af Prydain-serien blev i midten af 1980'erne levendegjort som tegnefilm af Walt Disney Company under titlen Taran og den magiske gryde. Sierra Entertainment lavede endvidere i 1987 et computerspil baseret på serien. 
Alexander modtog flere priser i USA for sit forfatterskab.